# Slax
A Slax egy Debian (korábban Slackware) alapú Linux LiveCD. A Slax képes CD vagy USB meghajtóról viszonylag gyorsan betölteni. Lehetőség van a RAM-ból való indításra is. A Slaxot a cseh származású Tomáš Matějíček készítette a Linux Live Scriptek segítségével. A Slax jelenleg a hetedik verziónál tart, és folyamatosan fejlesztik.

## Kiadások
- Slax Standard

A legfontosabb funkciókat (szövegszerkesztés, táblázatkezelés, fájlok kezelése) tartalmazza KDE felülettel

### Speciális kiadások
- Slax KillBill Edition

A Standard verzió kibővítve néhány emulátorral (QEMU, WINE), amely megkönnyíti az átállást Windwosról.
- Slax Server

Szerverekre szánt LiveCD.

### Minimalisztikus kiadások
- Slax Popcorn Edition

128 MB-os USB PenDrive-okra tervezett rendszer kevesebb programmal és Xfce felülettel.
- Slax Frodo Edition

Teljes driver támogatás és nagy programkínálat (csak konzolosan), azonban grafikus felület nélkül.
Ezen kívül letölthető még egy 8 MB-os ISO képfájl, amellyel a régebbi számítógépekről is lehet USB-ről betölteni a rendszert.

## Szolgáltatások
A Slax szolgáltatásainak listája nagyon egyszerűen módosítható. A legtöbb Slaxon alapuló Linux disztribúció egyszerűen módosítható a MySlax Creatorral.

## Slaxon alapuló disztribúciók
- AliXe
- Arudius
- BackTrack
- DNALinux
- GoblinX
- LG3D LiveCD
- SLAMPP
- Wolvix